# Statistiche e record di Daniil Medvedev
In questa pagina sono riportate le statistiche e i record realizzati da Daniil Medvedev durante la carriera tennistica.

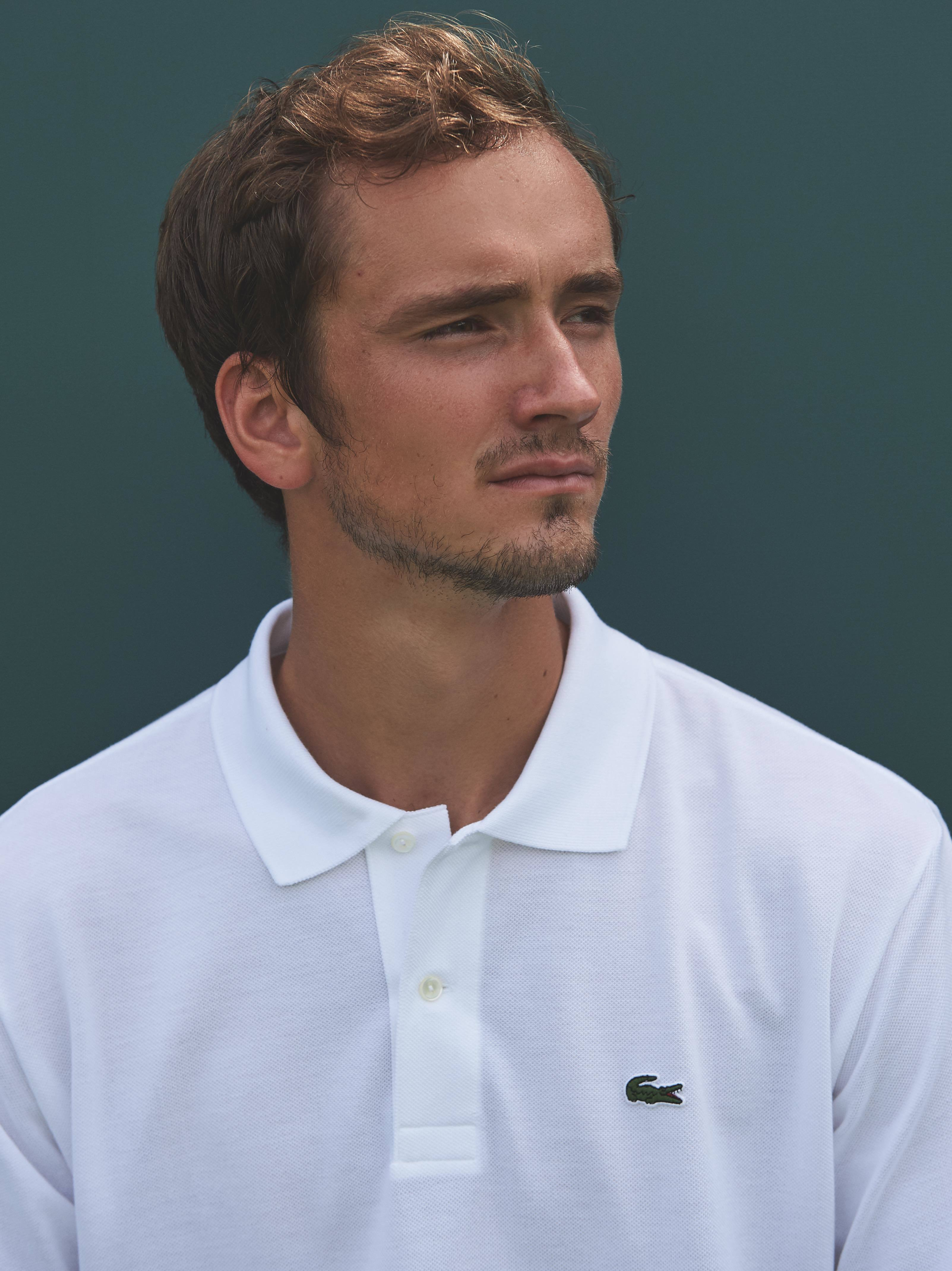
Medvedev in una fotografia del 2019.

| Finali in carriera |                     |       |       |     |      |
| Specialità         | Categoria           | Vinte | Perse | Tot | V %  |
| Singolare          | Grande Slam         | 1     | 5     | 6   | 17%  |
| Singolare          | Olimpiadi estive    | –     | –     | –   | –    |
| Singolare          | Tour Finals         | 1     | 1     | 2   | 50%  |
| Singolare          | ATP Masters 1000    | 6     | 4     | 10  | 60%  |
| Singolare          | ATP Tour 500        | 4     | 6     | 10  | 40%  |
| Singolare          | ATP Tour 250        | 8     | 3     | 11  | 73%  |
| Singolare          | Totale              | 20    | 19    | 39  | 52%  |
| Doppio             | Grande Slam         | –     | –     | –   | –    |
| Doppio             | Olimpiadi estive    | –     | –     | –   | –    |
| Doppio             | Torneo di fine anno | –     | –     | –   | –    |
| Doppio             | ATP Masters 1000    | –     | –     | –   | –    |
| Doppio             | ATP Tour 500        | –     | –     | –   | –    |
| Doppio             | ATP Tour 250        | –     | –     | –   | –    |
| Doppio             | Coppa Davis         | 1     | 0     | 1   | 100% |
| Doppio             | ATP Cup             | 1     | 0     | 1   | 100% |
| Doppio             | Laver Cup           | 2     | 0     | 2   | 100% |
| Doppio             | United Cup          | –     | –     | –   | –    |
| Doppio             | Totale              | 4     | 0     | 4   | 100% |
| Totale             | Totale              | 24    | 19    | 43  | 57%  |

## Statistiche

### Singolare

#### Vittorie (20)
| Legenda              |
| Grande Slam (1)      |
| ATP Finals (1)       |
| ATP Masters 1000 (6) |
| Giochi olimpici (0)  |
| ATP Tour 500 (4)     |
| ATP Tour 250 (8)     |

| Legenda superfici |
| Cemento (18)      |
| Terra (1)         |
| Erba (1)          |

| N.  | Data              | Torneo                                 | Superficie  | Avversario in finale  | Punteggio        |
| 1.  | 13 gennaio 2018   | Sydney International, Sydney           | Cemento     | Alex de Minaur        | 1–6, 6–4, 7–5    |
| 2.  | 25 agosto 2018    | Winston-Salem Open, Winston-Salem      | Cemento     | Steve Johnson         | 6–4, 6–4         |
| 3.  | 7 ottobre 2018    | Japan Open Tennis Championships, Tokyo | Cemento (i) | Kei Nishikori         | 6–2, 6–4         |
| 4.  | 10 febbraio 2019  | Sofia Open, Sofia                      | Cemento (i) | Márton Fucsovics      | 6–4, 6–3         |
| 5.  | 18 agosto 2019    | Cincinnati Open, Cincinnati            | Cemento     | David Goffin          | 7–6(3), 6–4      |
| 6.  | 22 settembre 2019 | St. Petersburg Open, San Pietroburgo   | Cemento (i) | Borna Ćorić           | 6–3, 6–1         |
| 7.  | 13 ottobre 2019   | Shanghai Masters, Shanghai             | Cemento     | Alexander Zverev      | 6–4, 6–1         |
| 8.  | 8 novembre 2020   | Paris Masters, Parigi                  | Cemento (i) | Alexander Zverev      | 5–7, 6–4, 6–1    |
| 9.  | 22 novembre 2020  | ATP Finals, Londra                     | Cemento (i) | Dominic Thiem         | 4–6, 7–6(2), 6–4 |
| 10. | 14 marzo 2021     | Open 13 Provence, Marsiglia            | Cemento (i) | Pierre-Hugues Herbert | 6–4, 6(4)–7, 6–4 |
| 11. | 26 giugno 2021    | Mallorca Championships, Calvià         | Erba        | Sam Querrey           | 6–4, 6–2         |
| 12. | 15 agosto 2021    | Canadian Open, Toronto                 | Cemento     | Reilly Opelka         | 6–4, 6–3         |
| 13. | 12 settembre 2021 | US Open, New York                      | Cemento     | Novak Đoković         | 6–4, 6–4, 6–4    |
| 14. | 6 agosto 2022     | Los Cabos Open, Los Cabos              | Cemento     | Cameron Norrie        | 7–5, 6–0         |
| 15. | 30 ottobre 2022   | Vienna Open, Vienna                    | Cemento (i) | Denis Shapovalov      | 4–6, 6–3, 6–2    |
| 16. | 19 febbraio 2023  | Rotterdam Open, Rotterdam              | Cemento (i) | Jannik Sinner         | 5–7, 6–2, 6–2    |
| 17. | 25 febbraio 2023  | Qatar Open, Doha                       | Cemento     | Andy Murray           | 6–4, 6–4         |
| 18. | 4 marzo 2023      | Dubai Tennis Championships, Dubai      | Cemento     | Andrej Rublëv         | 6–2, 6–2         |
| 19. | 2 aprile 2023     | Miami Open, Miami                      | Cemento     | Jannik Sinner         | 7–5, 6–3         |
| 20. | 21 maggio 2023    | Internazionali d'Italia, Roma          | Terra rossa | Holger Rune           | 7–5, 7–5         |

#### Finali perse (19)
| Legenda              |
| Grande Slam (5)      |
| ATP Finals (1)       |
| ATP Masters 1000 (4) |
| Giochi olimpici (0)  |
| ATP Tour 500 (6)     |
| ATP Tour 250 (3)     |

| Legenda superfici |
| Cemento (15)      |
| Terra (1)         |
| Erba (3)          |

| N.  | Data              | Torneo                                 | Superficie  | Avversario in finale  | Punteggio                  |
| 1.  | 8 gennaio 2017    | Chennai Open, Chennai                  | Cemento     | Roberto Bautista Agut | 3–6, 4–6                   |
| 2.  | 6 gennaio 2019    | Brisbane International, Brisbane       | Cemento     | Kei Nishikori         | 4–6, 6–3, 2–6              |
| 3.  | 28 aprile 2019    | Barcelona Open, Barcellona             | Terra rossa | Dominic Thiem         | 4–6, 0–6                   |
| 4.  | 4 agosto 2019     | Washington Open, Washington            | Cemento     | Nick Kyrgios          | 6(6)–7, 6(4)–7             |
| 5.  | 11 agosto 2019    | Canadian Open, Montréal                | Cemento     | Rafael Nadal          | 3–6, 0–6                   |
| 6.  | 8 settembre 2019  | US Open, New York                      | Cemento     | Rafael Nadal          | 5–7, 3–6, 7–5, 6–4, 4–6    |
| 7.  | 21 febbraio 2021  | Australian Open, Melbourne             | Cemento     | Novak Đoković         | 5–7, 2–6, 2–6              |
| 8.  | 7 novembre 2021   | Paris Masters, Parigi                  | Cemento (i) | Novak Đoković         | 6–4, 3–6, 3–6              |
| 9.  | 21 novembre 2021  | ATP Finals, Torino                     | Cemento (i) | Alexander Zverev      | 4–6, 4–6                   |
| 10. | 30 gennaio 2022   | Australian Open, Melbourne (2)         | Cemento     | Rafael Nadal          | 6–2, 7–6(5), 4–6, 4–6, 5–7 |
| 11. | 12 giugno 2022    | Rosmalen Open, 's-Hertogenbosch        | Erba        | Tim van Rijthoven     | 4–6, 1–6                   |
| 12. | 19 giugno 2022    | Halle Open, Halle                      | Erba        | Hubert Hurkacz        | 1–6, 4–6                   |
| 13. | 19 marzo 2023     | Indian Wells Masters, Indian Wells     | Cemento     | Carlos Alcaraz        | 3–6, 2–6                   |
| 14. | 10 settembre 2023 | US Open, New York (2)                  | Cemento     | Novak Đoković         | 3–6, 6(5)–7, 3–6           |
| 15. | 4 ottobre 2023    | China Open, Pechino                    | Cemento     | Jannik Sinner         | 6(2)–7, 6(2)–7             |
| 16. | 29 ottobre 2023   | Vienna Open, Vienna                    | Cemento (i) | Jannik Sinner         | 6(7)–7, 6–4, 3–6           |
| 17. | 28 gennaio 2024   | Australian Open, Melbourne (3)         | Cemento     | Jannik Sinner         | 6–3, 6–3, 4–6, 4–6, 3–6    |
| 18. | 17 marzo 2024     | Indian Wells Masters, Indian Wells (2) | Cemento     | Carlos Alcaraz        | 6(5)–7, 1–6                |
| 19. | 22 giugno 2025    | Halle Open, Halle (2)                  | Erba        | Aleksandr Bublik      | 3–6, 6(4)–7                |

### Vittorie nelle competizioni a squadre (3)
| Legenda         |
| --------------- |
| ATP Cup (1)     |
| Laver Cup (1)   |
| Coppa Davis (1) |

| N. | Data              | Torneo              | Superficie  | Compagno/i                                  | Avversario/i in finale                                          | Punteggio |
| -- | ----------------- | ------------------- | ----------- | ------------------------------------------- | --------------------------------------------------------------- | --------- |
| 1. | 7 febbraio 2021   | ATP Cup, Melbourne  | Cemento (i) | Andrej Rublëv Aslan Karacev Evgenij Donskoj | Andrea Vavassori Fabio Fognini Matteo Berrettini Simone Bolelli | 2–0       |
| 2. | 26 settembre 2021 | Laver Cup, Boston   | Cemento (i) | Team Europe                                 | Team World                                                      | 14–1      |
| 3. | 5 dicembre 2021   | Coppa Davis, Madrid | Cemento (i) | Andrej Rublëv Aslan Karacev Karen Chačanov  | Borna Gojo Marin Čilić Mate Pavić Nikola Mektić Nino Serdarušić | 2–0       |

### Tornei minori

#### Singolare

##### Vittorie (5)
| Legenda tornei minori |
| Challenger (1)        |
| Futures (4)           |

| N. | Data              | Torneo                                       | Superficie    | Avversario in finale | Punteggio     |
| 1. | 10 agosto 2014    | Georgia F2, Telavi                           | Terra rossa   | Gianluca Mager       | 3–6, 6–2, 6–2 |
| 2. | 12 aprile 2015    | Tunisia F13, Port El Kantaoui                | Cemento       | Tom Jomby            | 6–4, 6–0      |
| 3. | 12 aprile 2015    | Russia F1, Mosca                             | Cemento (i)   | Ivan Gachov          | 6–4, 6–1      |
| 4. | 21 febbraio 2016  | Switzerland F2, Trimbach                     | Sintetico (i) | Adrien Bossel        | 6–1, 6–3      |
| 5. | 11 settembre 2016 | Trophee des Alpilles, Saint-Rémy-de-Provence | Cemento       | Joris De Loore       | 6–3, 6–3      |

##### Finali perse (1)
| Legenda tornei minori |
| Challenger (1)        |
| Futures (0)           |

| N. | Data           | Torneo                              | Superficie | Avversario in finale | Punteggio |
| 1. | 13 agosto 2016 | Slovenia Open Challenger, Portorose | Cemento    | Florian Mayer        | 1–6, 2–6  |

#### Doppio

##### Vittorie (4)
| Legenda tornei minori |
| Challenger (0)        |
| Futures (4)           |

| N. | Data              | Torneo               | Superficie  | Compagno        | Avversari in finale                | Punteggio           |
| 1. | 3 agosto 2014     | Georgia F1, Telavi   | Terra rossa | Florent Diep    | Emanuele Molina Riccardo Sinicropi | 6–1, 4–6, [10–3]    |
| 2. | 14 settembre 2014 | France F18, Mulhouse | Cemento (i) | Karen Chačanov  | Elie Rousset Olivier Charroin      | 7–6(5), 4–6, [10–7] |
| 3. | 3 maggio 2015     | France F9, Grasse    | Terra rossa | Julien Dubail   | Jerome Inzerillo Maxime Chazal     | 6–4, 6–4            |
| 4. | 6 marzo 2016      | France F9, Lilla     | Cemento (i) | Denis Macukevič | Antal Van Der Duim David Pel       | 7–65, 4–6, [11–9]   |

##### Finali perse (6)
| Legenda tornei minori |
| Challenger (0)        |
| Futures (6)           |

| N. | Data             | Torneo                              | Superficie  | Compagno        | Avversari in finale               | Punteggio           |
| 1. | 1º febbraio 2015 | Tunisia F3, Port El Kantaoui        | Cemento     | Aleksandr Lazov | Claudio Grassi Riccardo Ghedin    | 6–4, 6(2)–7, [4–10] |
| 2. | 8 febbraio 2015  | Tunisia F4, Port El Kantaoui        | Terra rossa | Aleksandr Lazov | Dominic Weidinger Peter Heller    | 3–6, 3–6            |
| 3. | 12 aprile 2015   | Tunisia F13, Port El Kantaoui       | Cemento     | Remy Chala      | Anis Ghorbel Vasko Mladenov       | 6–4, 1–6, [9–11]    |
| 4. | 21 giugno 2015   | Russia F4, Kazan'                   | Cemento     | Remy Chala      | Maxim Dubarenco Vladyslav Manafov | 3–6, 6–4, [6–10]    |
| 5. | 19 luglio 2015   | France F14, Saint-Gervais-les-Bains | Cemento     | Zhang Zhizhen   | Caio Silva Ricardo Urzua-Rivera   | 6(4)–7, 1–6         |
| 6. | 23 agosto 2015   | Belarus F2, Minsk                   | Cemento     | Zhang Zhizhen   | Il'ja Ivaška Jahor Herasimaŭ      | 1–6, 3–6            |

## Risultati in progressione

### Singolare
| V | F | SF | QF | #T | RR | Q# | A | Z# | PO | O | F-A | SF-B | ND |

(V) Torneo vinto; raggiunto (F) finale, (SF) semifinale, (QF) quarti di finale, (#T) turni 4, 3, 2, 1; (RR) round - robin; (Q#) Turno di qualificazione; (A) assente dal torneo; (Z#) Zona gruppo Coppa Davis/Fed Cup (con indicazione numero); (PO) play-off Coppa Davis o Fed Cup; vinto un (O) oro, (F-A) argento o (SF-B) bronzo ai Giochi Olimpici; (ND) torneo non disputato.
Aggiornati al 28 luglio 2025.
| Torneo                 | 2016          | 2017          | 2018          | 2019          | 2020          | 2021          | 2022          | 2023          | 2024   | 2025  | Titoli       | V-S          | V%           |
| Tornei del Grande Slam |               |               |               |               |               |               |               |               |        |       |              |              |              |
| Australian Open        | A             | 1T            | 2T            | 4T            | 4T            | F             | F             | 3T            | F      | 2T    | 0 / 9        | 28–9         | 76%          |
| Roland Garros          | A             | 1T            | 1T            | 1T            | 1T            | QF            | 4T            | 1T            | 4T     | 1T    | 0 / 9        | 10–9         | 53%          |
| Wimbledon              | Q3            | 2T            | 3T            | 3T            | ND            | 4T            | A             | SF            | SF     | 1T    | 0 / 7        | 18–7         | 72%          |
| US Open                | Q1            | 1T            | 3T            | F             | SF            | V             | 4T            | F             | QF     |       | 1 / 7        | 33–7         | 83%          |
| Vittorie-Sconfitte     | -             | 1–4           | 5–4           | 11–4          | 8–3           | 20–3          | 12–3          | 13–4          | 18–4   | 1–3   | 1 / 32       | 89–32        | 74%          |
| Torneo di fine anno    |               |               |               |               |               |               |               |               |        |       |              |              |              |
| ATP Finals             | NQ            | NQ            | NQ            | RR            | V             | F             | RR            | SF            | RR     |       | 1 / 6        | 12–11        | 52%          |
| Next Gen ATP Finals    | ND            | SF            | NQ            | NQ            | ND            | NQ            | NQ            | NQ            | NQ     |       | 0 / 1        | 2–2          | 50%          |
| Vittorie-Sconfitte     | -             | 2–2           | -             | 0–3           | 5–0           | 4–1           | 0–3           | 2-2           | 1-2    |       | 1 / 7        | 14–13        | 52%          |
| Nazionale e Laver Cup  |               |               |               |               |               |               |               |               |        |       |              |              |              |
| Giochi Olimpici        | A             | Non disputati | Non disputati | Non disputati | Non disputati | QF            | Non disputati | Non disputati | A      | ND    | 0 / 1        | 3–1          | 75%          |
| Coppa Davis            | A             | PO            | Z1            | SF            | ND            | V             | A             | A             | A      | A     | 1 / 2        | 8–2          | 80%          |
| ATP Cup/United Cup     | Non disputata | Non disputata | Non disputata | Non disputata | SF            | V             | SF            | A             | A      | A     | 1 / 3        | 11–2         | 85%          |
| Laver Cup              | ND            | A             | A             | A             | ND            | V             | A             | A             | V      |       | 2 / 2        | 1–2          | 100%         |
| Vittorie-Sconfitte     | -             | 0–1           | 2–1           | 1–0           | 4–1           | 13–1          | 3–1           | -             | 0–2    |       | 4 / 7        | 23–7         | 77%          |
| ATP Tour Masters 1000  |               |               |               |               |               |               |               |               |        |       |              |              |              |
| Indian Wells           | A             | 1T            | 3T            | 3T            | ND            | 4T            | 3T            | F             | F      | SF    | 0 / 8        | 20–8         | 71%          |
| Miami                  | A             | A             | 2T            | 4T            | ND            | QF            | QF            | V             | SF     | 2T    | 1 / 7        | 18–6         | 75%          |
| Monte Carlo            | Q1            | 1T            | 2T            | SF            | ND            | A             | A             | QF            | 3T     | 3T    | 0 / 6        | 10–6         | 63%          |
| Madrid                 | A             | A             | 1T            | 1T            | ND            | 3T            | A             | 4T            | QF     | QF    | 0 / 6        | 8–6          | 57%          |
| Roma                   | A             | A             | 1T            | 1T            | A             | 2T            | A             | V             | 4T     | 4T    | 1 / 6        | 10–5         | 67%          |
| Montréal/Toronto       | A             | 1T            | 3T            | F             | ND            | V             | 2T            | QF            | 2T     |       | 1 / 7        | 13–6         | 68%          |
| Cincinnati             | A             | 1T            | 1T            | V             | QF            | SF            | SF            | 3T            | 2T     |       | 1 / 8        | 15–6         | 71%          |
| Shanghai               | A             | 1T            | 2T            | V             | Non disputato | Non disputato | Non disputato | 3T            | QF     |       | 1 / 5        | 7–3          | 70%          |
| Parigi                 | A             | Q1            | 2T            | 2T            | V             | F             | 2T            | 2T            | 2T     |       | 1 / 7        | 10–5         | 67%          |
| Vittorie-Sconfitte     | -             | 0–5           | 8–9           | 22–7          | 7–1           | 18–6          | 7–5           | 24–7          | 18–9   | 10–5  | 6 / 60       | 114–54       | 68%          |
| Statistiche carriera   |               |               |               |               |               |               |               |               |        |       |              |              |              |
| Finali                 | 0             | 1             | 3             | 9             | 2             | 7             | 5             | 9             | 2      | 1     | 39           | 39           | 39           |
| Titoli                 | 0             | 0             | 3             | 4             | 2             | 5             | 2             | 5             | 0      | 0     | 20           | 20           | 20           |
| Vittorie–Sconfitte     | 5–5           | 24–26         | 43–24         | 59–21         | 28–10         | 63–13         | 45-19         | 66–18         | 46–21  | 25–15 | 404–172      | 404–172      | 404–172      |
| V–S %                  | 50%           | 48%           | 64.18%        | 73.75%        | 73.68%        | 82.89%        | 70.31%        | 78.57%        | 68.66% | 62.5% | 70.14%       | 70.14%       | 70.14%       |
| Ranking a fine anno    | 99            | 65            | 16            | 4             | 4             | 2             | 7             | 3             | 5      |       | $ 46 840 649 | $ 46 840 649 | $ 46 840 649 |

## Vittorie contro giocatori top 10
| Stagione | 2017 | 2018 | 2019 | 2020 | 2021 | 2022 | 2023 | 2024 | 2025 | Totale |
| Vittorie | 1    | 0    | 8    | 7    | 10   | 3    | 12   | 6    | 1    | 48     |

| #    | Giocatore                 | Rank | Evento                             | Superficie  | Turno | Punteggio                     |
| ---- | ------------------------- | ---- | ---------------------------------- | ----------- | ----- | ----------------------------- |
| 2017 |                           |      |                                    |             |       |                               |
| 1.   | Stan Wawrinka             | 3    | Wimbledon, Londra                  | Erba        | 1T    | 6–4, 3–6, 6–4, 6–1            |
| 2019 |                           |      |                                    |             |       |                               |
| 2.   | Stefanos Tsitsipas        | 8    | Monte Carlo Masters, Monaco        | Terra rossa | 3T    | 6–2, 1–6, 6–4                 |
| 3.   | Novak Đoković             | 1    | Monte Carlo Masters, Monaco        | Terra rossa | QF    | 6–3, 4–6, 6–2                 |
| 4.   | Kei Nishikori             | 7    | Barcelona Open, Barcellona         | Terra rossa | SF    | 6–4, 3–6, 7–5                 |
| 5.   | Dominic Thiem             | 4    | Canadian Open, Montréal            | Cemento     | QF    | 6–3, 6–1                      |
| 6.   | Karen Chačanov            | 8    | Canadian Open, Montréal            | Cemento     | SF    | 6–3, 6–1                      |
| 7.   | Novak Đoković             | 1    | Cincinnati Open, Cincinnati        | Cemento     | SF    | 3–6, 6–3, 6–3                 |
| 8.   | Stefanos Tsitsipas (2)    | 7    | Shanghai Masters, Shanghai         | Cemento     | SF    | 7–6(5), 7–5                   |
| 9.   | Alexander Zverev          | 6    | Shanghai Masters, Shanghai         | Cemento     | F     | 6–4, 6–1                      |
| 2020 |                           |      |                                    |             |       |                               |
| 10.  | Diego Schwartzman         | 9    | Paris Masters, Parigi              | Cemento (i) | QF    | 6–3, 6–1                      |
| 11.  | Alexander Zverev (2)      | 7    | Paris Masters, Parigi              | Cemento (i) | F     | 5–7, 6–4, 6–1                 |
| 12.  | Alexander Zverev (3)      | 7    | ATP Finals, Londra                 | Cemento (i) | RR    | 6–3, 6–4                      |
| 13.  | Novak Đoković (2)         | 1    | ATP Finals, Londra                 | Cemento (i) | RR    | 6–3, 6–3                      |
| 14.  | Diego Schwartzman (2)     | 9    | ATP Finals, Londra                 | Cemento (i) | RR    | 6–3, 6–3                      |
| 15.  | Rafael Nadal              | 2    | ATP Finals, Londra                 | Cemento (i) | SF    | 3–6, 7–6(4), 6–3              |
| 16.  | Dominic Thiem (2)         | 3    | ATP Finals, Londra                 | Cemento (i) | F     | 4–6, 7–6(2), 6–4              |
| 2021 |                           |      |                                    |             |       |                               |
| 17.  | Diego Schwartzman (3)     | 9    | ATP Cup, Melbourne                 | Cemento     | RR    | 7–5, 6–3                      |
| 18.  | Alexander Zverev (4)      | 7    | ATP Cup, Melbourne                 | Cemento     | RR    | 3–6, 6–3, 7–5                 |
| 19.  | Matteo Berrettini         | 10   | ATP Cup, Melbourne                 | Cemento     | F     | 6–4, 6–2                      |
| 20.  | Andrej Rublëv             | 8    | Australian Open, Melbourne         | Cemento     | QF    | 7–5, 6–3, 6–2                 |
| 21.  | Stefanos Tsitsipas (3)    | 6    | Australian Open, Melbourne         | Cemento     | SF    | 6–4, 6–2, 7–5                 |
| 22.  | Novak Đoković (3)         | 1    | US Open, New York                  | Cemento     | F     | 6–4, 6–4, 6–4                 |
| 23.  | Alexander Zverev (5)      | 4    | Paris Masters, Parigi              | Cemento (i) | SF    | 6–2, 6–2                      |
| 24.  | Hubert Hurkacz            | 9    | ATP Finals, Torino                 | Cemento (i) | RR    | 6(5)–7, 6–3, 6–4              |
| 25.  | Alexander Zverev (6)      | 3    | ATP Finals, Torino                 | Cemento (i) | RR    | 6–3, 6(3)–7, 7–6(6)           |
| 26.  | Casper Ruud               | 8    | ATP Finals, Torino                 | Cemento (i) | SF    | 6–4, 6–2                      |
| 2022 |                           |      |                                    |             |       |                               |
| 27.  | Matteo Berrettini (2)     | 7    | ATP Cup, Sydney                    | Cemento     | RR    | 6–2, 6(5)–7, 6–4              |
| 28.  | Félix Auger-Aliassime     | 9    | Australian Open, Melbourne         | Cemento     | QF    | 6(4)–7, 3–6, 7–6(2), 7–5, 6–4 |
| 29.  | Stefanos Tsitsipas (4)    | 4    | Australian Open, Melbourne         | Cemento     | SF    | 7–6(5), 4–6, 6–4, 6–1         |
| 2023 |                           |      |                                    |             |       |                               |
| 30.  | Félix Auger-Aliassime (2) | 8    | Rotterdam Open, Rotterdam          | Cemento (i) | QF    | 6–2, 6–4                      |
| 31.  | Félix Auger-Aliassime (3) | 9    | Qatar Open, Doha                   | Cemento     | SF    | 6–4, 7–6(7)                   |
| 32.  | Novak Đoković (4)         | 1    | Dubai Tennis Championships, Dubai  | Cemento     | SF    | 6–4, 6–4                      |
| 33.  | Andrej Rublëv (2)         | 6    | Dubai Tennis Championships, Dubai  | Cemento     | F     | 6–2, 6–2                      |
| 34.  | Stefanos Tsitsipas (5)    | 5    | Internazionali d'Italia, Roma      | Terra rossa | SF    | 7–5, 7–5                      |
| 35.  | Holger Rune               | 7    | Internazionali d'Italia, Roma      | Terra rossa | F     | 7–5, 7–5                      |
| 36.  | Andrej Rublëv (3)         | 8    | US Open, New York                  | Cemento     | QF    | 6–4, 6–3, 6–4                 |
| 37.  | Carlos Alcaraz            | 1    | US Open, New York                  | Cemento     | SF    | 7–6(3), 6–1, 3–6, 6–3         |
| 38.  | Alexander Zverev (7)      | 10   | China Open, Pechino                | Cemento     | SF    | 6–4, 6–3                      |
| 39.  | Stefanos Tsitsipas (6)    | 7    | Vienna Open, Vienna                | Cemento (i) | SF    | 6–4, 7–6(6)                   |
| 40.  | Andrej Rublëv (4)         | 5    | ATP Finals, Torino                 | Cemento (i) | RR    | 6–4, 6–2                      |
| 41.  | Alexander Zverev (8)      | 7    | ATP Finals, Torino                 | Cemento (i) | RR    | 7–6(7), 6–4                   |
| 2024 |                           |      |                                    |             |       |                               |
| 42.  | Hubert Hurkacz (2)        | 9    | Australian Open, Melbourne         | Cemento     | QF    | 7–6(4), 2–6, 6–3, 5–7, 6–4    |
| 43.  | Alexander Zverev (9)      | 6    | Australian Open, Melbourne         | Cemento     | SF    | 5–7, 3–6, 7–6(4), 7–6(5), 6–3 |
| 44.  | Holger Rune (2)           | 7    | Indian Wells Masters, Indian Wells | Cemento     | QF    | 7–5, 6–4                      |
| 45.  | Grigor Dimitrov           | 10   | Wimbledon, Londra                  | Erba        | 4T    | 5–3, rit.                     |
| 46.  | Jannik Sinner             | 1    | Wimbledon, Londra                  | Erba        | QF    | 6(7)–7, 6–4, 7–6(4), 2–6, 6–3 |
| 47.  | Alex de Minaur            | 9    | ATP Finals, Torino                 | Cemento (i) | RR    | 6–2, 6–4                      |
| 2025 |                           |      |                                    |             |       |                               |
| 48.  | Alexander Zverev (10)     | 3    | Halle Open, Halle                  | Erba        | SF    | 7–6(3), 6(1)–7, 6–4           |